# Кольчуны
Кольчу́ны (бел. Кальчу́ны) — агрогородок в Ошмянском районе Гродненской области Белоруссии. Административный центр Кольчунского сельсовета.

## География
Расположен в 4 километрах на юго-запад от райцентра Ошмяны.
Пролегает дорога Р146.

### Гидрография
Река Горужанка.

## История
В XVIII веке деревня в составе имения Болтуп в Ошмянском повете Виленского воеводства Великого княжества Литовского. С 1795 года — в Российской империи, в Ошмянском уезде Виленской, в 1797–1801 гг. — Литовской губерниях. В 1897 году в Гравжишковской волости Ошмянского уезда.
С 1919 года — в БССР. С 1922 года — в Польше, в Гравжишковской гмине Ошмянского повета Виленского воеводства. С 1939 года — в БССР, с 1940 года — центр Кольчунского сельсовета Ошмянского района Вилейской области. С 1944 года — в Молодечненской, с 1960 года — в Гродненской областях.
Образован в 2006 году при объединении деревни Дебеси, деревни Кольчуны и посёлка Заводской.
В 2009 году деревня Кольчуны преобразована в агрогородок.

## Инфраструктура
В посёлке работают сельхозпредприятие, средняя школа, дошкольный центр развития, фельдшерско-акушерский пункт, отдел культуры и досуга, сельская библиотека, отделение почты, баня.

## Население

### Численность
- 2009 год — 683 жителей

### Динамика
- 1997 год — 775 жителей, 300 дворов
- 1999 год — 773 жителей (перепись населения)
- 2009 год — 683 жителей (перепись населения)[6]

## Культура
- Дом культуры
- Историко-краеведческий музей ГУО «Кольчунская средняя школа»

## Достопримечательность
- Памятник погибшим землякам[7]